# U-48 (1939)
| U-48                                                       | U-48 | U-48 |
| ---------------------------------------------------------- | --- | --- |
|                                                            | | |
|                                                            | | |
| Зображення підводного човна U-52, аналогічного з U-48 типу | | |
| Під прапором                                               | Третій Рейх | Третій Рейх |
| Спуск на воду                                              | 8 березня 1939 року                                                                                                | 8 березня 1939 року                                                                                                |
| Виведений зі складу флоту                                  | 22 квітня 1939 року                                                                                                | 22 квітня 1939 року                                                                                                |
| Сучасний статус                                            | 3 травня 1945 року затоплений екіпажем                                                                             | 3 травня 1945 року затоплений екіпажем                                                                             |
| Проєкт                                                     | | |
| Тип ПЧ                                                     | Торпедний ДПЧ | Торпедний ДПЧ |
| Розробник проєкту                                          | Friedrich Krupp Germaniawerft, Кіль                                                                                | Friedrich Krupp Germaniawerft, Кіль                                                                                |
| Вартість                                                   | 4 439 000 ℛℳ | 4 439 000 ℛℳ |
| Основні характеристики                                     | | |
| Швидкість (надводна)                                       | 17,9 вузла | 17,9 вузла |
| Швидкість (підводна)                                       | 8 вузлів | 8 вузлів |
| Робоча глибина занурення                                   | 100 м | 100 м |
| Гранична глибина занурення                                 | 220 м | 220 м |
| Автономність плавання                                      | 135—174 км на швидкості 4 вузли (в підводному положенні) 11 470 км на швидкості 10 вузлів (у надводному положенні) | 135—174 км на швидкості 4 вузли (в підводному положенні) 11 470 км на швидкості 10 вузлів (у надводному положенні) |
| Екіпаж                                                     | 44—60 осіб | 44—60 осіб |
| Розміри                                                    | | |
| Довжина найбільша (по КВЛ)                                 | 66,5 м | 66,5 м |
| Ширина корпусу найб.                                       | 6,2 м | 6,2 м |
| Середня осадка (по КВЛ)                                    | 4,74 м | 4,74 м |
| Водотоннажність надводна                                   | 753 т | 753 т |
| Озброєння                                                  | | |
| Артилерія                                                  | 1 × 88-мм палубна гармата SK C/35 1 × 20-мм зенітна гармата FlaK 30 Flakvierling                                   | 1 × 88-мм палубна гармата SK C/35 1 × 20-мм зенітна гармата FlaK 30 Flakvierling                                   |
| Торпедно- мінне озброєння                                  | 4 носових і один кормовий ТА. 14 торпед або 26 мін TMA або 39 мін TMB                                              | 4 носових і один кормовий ТА. 14 торпед або 26 мін TMA або 39 мін TMB                                              |

U-48 — німецький підводний човен типу VII B, що входив до складу Військово-морських сил Третього Рейху за часів Другої світової війни. Закладений 10 березня 1937 року на верфі Friedrich Krupp Germaniawerft у Кілі. Спущений на воду 8 березня 1939 року, 22 квітня 1939 року корабель увійшов до складу ВМС нацистської Німеччини.

## Історія
U-48 належав до німецьких підводних човнів типу VII B, найчисленнішого типу субмарин Третього Рейху, яких випущено 703 одиниці. За два тижні до початку Другої світової війни підводний човен вийшов у визначений район у Північній Атлантиці для проведення атак на транспортних комунікаціях противника. Із 3 вересня 1939 року, коли на морі розпочався період активних бойових дій, і до останнього походу в червні 1941 року U-48 здійснив 12 бойових походів в Атлантичний океан, ставши найрезультативнішим підводним човном Крігсмаріне у Другій світовій війні. Підводний човен потопив 51 судно противника сумарною водотоннажністю 306 874 брутто-реєстрових тонн та військовий корабель (водотоннажність 1060 тонн), а також пошкодив ще 3 судна (20 480 тонн).
22 червня 1941 року U-48 повернувся в Кіль, де його екіпаж був знятий з човна, що переводився до 26-ї навчальної флотилії Крігсмаріне в Балтійському морі. З того часу U-48 ніколи на брав участь у бойових походах, на його базі проводилася підготовка підводників. У 1943 році ПЧ був визнаний непридатним навіть для такого роду нескладної служби, і переведений до Нойштадта у Гольштейні. На ньому лишився невеликий екіпаж, який підтримував тільки обслуговування човна. 3 травня цей екіпаж з технічного обслуговування, зрозумівши, що війна закінчується, затопив субмарину в затоці Любек.
Сім членів екіпажу U-48 стали кавалерами Лицарського хреста Залізного хреста за час служби на підводному човні. Зокрема, командири ПЧ: Герберт Шульце, Ганс-Рудольф Резінг, Генріх Бляйхродт, старший помічник капітана Райнгард Зурен, головний інженер Еріх Цюрн, штурман Горст Гофманн і вахтовий офіцер Отто Ітес.

## Командири ПЧ
- капітан-лейтенант Герберт Шульце (нім. Herbert Schultze) (22 квітня 1939 — 20 травня 1940);
- капітан-лейтенант Ганс-Рудольф Резінг (нім. Hans Rudolf Rösing) (21 травня — 3 вересня 1940);
- капітан-лейтенант Генріх Бляйхродт (нім. Heinrich Bleichrodt) (4 вересня — 16 грудня 1940);
- капітан-лейтенант Герберт Шульце (17 грудня 1940 — 27 липня 1941);
- оберлейтенант-цур-зее Зігфрід Ацінгер (нім. Siegfried Atzinger) (серпень 1941 — вересень 1942);
- оберлейтенант-цур-зее Дітер Тоденгаген (нім. Diether Todenhagen) (26 вересня 1942 — жовтень 1943).

## Перелік уражених U-48 суден у бойових походах
| №                                                                 | Дата              | Назва                  | Тип                | Належність          | Водотоннажність (брт) | Вантаж | Конвой        | Результат та координати                                                | Наслідки атаки для екіпажу       | Прим.                                   |
| ----------------------------------------------------------------- | ----------------- | ---------------------- | ------------------ | ------------------- | --------------------- | --- | ------------- | ---------------------------------------------------------------------- | -------------------------------- | --------------------------------------- |
| Перший похід (19.08—17.09.1939, 30 діб; Кіль—Кіль)                |                   |                        |                    |                     |                       | |               |                                                                        |                                  |                                         |
| 1                                                                 | 5 вересня 1939    | Royal Sceptre          | суховантажне судно | Велика Британія     | 4 853                 | пшениця та кукурудза |               | потоплено 46°23′ пн. ш. 14°59′ зх. д. / 46.383° пн. ш. 14.983° зх. д.  | 33 (1 загинув, 32 врятовані)     |                                         |
| 2                                                                 | 8 вересня 1939    | Winkleigh              | суховантажне судно | Велика Британія     | 5 055                 | зерно та деревина |               | потоплено 48°06′ пн. ш. 18°12′ зх. д. / 48.100° пн. ш. 18.200° зх. д.  | 37 (0 загиблих, 37 врятовані)    |                                         |
| 3                                                                 | 11 вересня 1939   | Firby                  | суховантажне судно | Велика Британія     | 4 869                 | баласт |               | потоплено 59°40′ пн. ш. 13°50′ зх. д. / 59.667° пн. ш. 13.833° зх. д.  | 34 (0 загиблих, 34 врятовані)    |                                         |
| Другий похід (4.10—25.10.1939, 22 доби; Кіль—Кіль)                |                   |                        |                    |                     |                       | |               |                                                                        |                                  |                                         |
| 4                                                                 | 12 жовтня 1939    | Emile Miguet           | танкер             | Франція             | 14 115                | 137 000 барелів газоліну та сирої нафти                                                                                        | Конвой KJ 2   | потоплений 50°15′ пн. ш. 14°50′ зх. д. / 50.250° пн. ш. 14.833° зх. д. | ? (2 загиблих, ? врятовані)      |                                         |
| 5                                                                 | 13 жовтня 1939    | Heronspool             | суховантажне судно | Велика Британія     | 5 202                 | 8 000 тонн вугілля | Конвой OB 17  | потоплено 50°13′ пн. ш. 14°48′ зх. д. / 50.217° пн. ш. 14.800° зх. д.  | ? (0 загиблих, ? врятовані)      |                                         |
| 6                                                                 | 13 жовтня 1939    | Louisiane              | суховантажне судно | Франція             | 6 903                 | Генеральні вантажі | Конвой OA 17  | потоплено 50°14′ пн. ш. 15°20′ зх. д. / 50.233° пн. ш. 15.333° зх. д.  | ? (1 загиблий, ? врятовані)      |                                         |
| 7                                                                 | 14 жовтня 1939    | Sneaton                | суховантажне судно | Велика Британія     | 3 677                 | 4300 тонн вугілля |               | потоплено 49°05′ пн. ш. 13°05′ зх. д. / 49.083° пн. ш. 13.083° зх. д.  | ? (1 загиблий, ? врятовані)      |                                         |
| 8                                                                 | 17 жовтня 1939    | Clan Chisholm          | суховантажне судно | Велика Британія     | 7 256                 | 3 300 тонн чаю, 1 900 тонн джуту, 1 750 тонн переробного чавуну та 2 600 тонн генеральних вантажів, зокрема кокосів та бавовни | Конвой HG 3   | потоплено 44°57′ пн. ш. 13°40′ зх. д. / 44.950° пн. ш. 13.667° зх. д.  | 78 (4 загиблих, 74 врятовані)    |                                         |
| Третій похід (20.11—20.12.1939, 31 доба; Кіль—Кіль)               |                   |                        |                    |                     |                       | |               |                                                                        |                                  |                                         |
| 9                                                                 | 27 листопада 1939 | Gustaf E. Reuter       | танкер             | Швеція              | 6 336                 | баласт |               | потоплений 59°38′ пн. ш. 2°03′ зх. д. / 59.633° пн. ш. 2.050° зх. д.   | 34 (1 загиблий, 33 врятовані)    |                                         |
| 10                                                                | 8 грудня 1939     | Brandon                | суховантажне судно | Велика Британія     | 6 668                 | баласт | Конвой OB 48  | потоплено 50°28′ пн. ш. 8°28′ зх. д. / 50.467° пн. ш. 8.467° зх. д.    | ? (9 загинуло, ? врятовані)      |                                         |
| 11                                                                | 9 грудня 1939     | San Alberto            | танкер             | Велика Британія     | 7 397                 | баласт | Конвой OB 48  | потоплений 49°20′ пн. ш. 9°45′ зх. д. / 49.333° пн. ш. 9.750° зх. д.   | 37 (1 загинув, 36 врятовані)     |                                         |
| 12                                                                | 15 грудня 1939    | Germaine               | суховантажне судно | Грецьке королівство | 5 217                 | кукурудза |               | потоплено 51°00′ пн. ш. 12°18′ зх. д. / 51.000° пн. ш. 12.300° зх. д.  | ? (0 загинуло, ? врятовані)      |                                         |
| Четвертий похід (24.01—26.02.1940, 34 доби; Кіль—Кіль)            |                   |                        |                    |                     |                       | |               |                                                                        |                                  |                                         |
| 13                                                                | 10 лютого 1940    | Burgerdijk             | суховантажне судно | Нідерланди          | 6 853                 | пшениця та кукурудза |               | потоплено 49°45′ пн. ш. 6°30′ зх. д. / 49.750° пн. ш. 6.500° зх. д.    | ? (0 загинуло, ? врятовані)      |                                         |
| 14                                                                | 14 лютого 1940    | Sultan Star            | суховантажне судно | Велика Британія     | 12 306                | 7803 тонни замороженого м'яса, 1000 тонн масла та генеральні вантажі                                                           |               | потоплено 49°45′ пн. ш. 6°30′ зх. д. / 49.750° пн. ш. 6.500° зх. д.    | ? (0 загинуло, ? врятовані)      |                                         |
| 15                                                                | 15 лютого 1940    | Den Haag               | танкер             | Нідерланди          | 8 971                 | 11 800 тонн нафтопродуктів |               | потоплений 48°02′ пн. ш. 8°26′ зх. д. / 48.033° пн. ш. 8.433° зх. д.   | 39 (26 загинуло, 13 врятовані)   |                                         |
| 16                                                                | 17 лютого 1940    | Wilja                  | суховантажне судно | Фінляндія           | 3 396                 | Генеральні вантажі, в тому числі тютюн, каніфоль, пшениця та скипидар                                                          |               | потоплено 49°24′ пн. ш. 7°11′ зх. д. / 49.400° пн. ш. 7.183° зх. д.    | 27 (0 загинуло, 27 врятовані)    |                                         |
| П'ятий похід (03.04—20.04.1940, 18 діб; Кіль—Кіль)                |                   |                        |                    |                     |                       | |               |                                                                        |                                  |                                         |
| Шостий похід (26.05—29.06.1940, 35 діб; Кіль—Кіль)                |                   |                        |                    |                     |                       | |               |                                                                        |                                  |                                         |
| 17                                                                | 5 червня 1940     | Stancor                | суховантажне судно | Велика Британія     | 798                   | 300 тонн риби |               | потоплено 58°48′ пн. ш. 8°45′ зх. д. / 58.800° пн. ш. 8.750° зх. д.    | 19 (0 загинуло, 19 врятовані)    |                                         |
| 18                                                                | 7 червня 1940     | Frances Massey         | суховантажне судно | Велика Британія     | 4 212                 | 7500 тонн залізної руди |               | потоплено 55°35′ пн. ш. 8°26′ зх. д. / 55.583° пн. ш. 8.433° зх. д.    | 35 (34 загинуло, 1 врятований)   |                                         |
| 19                                                                | 7 червня 1940     | Eros                   | суховантажне судно | Велика Британія     | 5 888                 | 301 тонна міді, 108 тонн ферохрому, 200 тонн стрілецької зброї                                                                 |               | пошкоджено 55°35′ пн. ш. 8°26′ зх. д. / 55.583° пн. ш. 8.433° зх. д.   | 62 (0 загинуло, 62 врятувалися)  |                                         |
| 20                                                                | 11 червня 1940    | Violando N. Goulandris | суховантажне судно | Грецьке королівство | 3 598                 | пшениця |               | потоплено 44°04′ пн. ш. 12°30′ зх. д. / 44.067° пн. ш. 12.500° зх. д.  | 28 (6 загинуло, 22 врятувалися)  |                                         |
| 21                                                                | 19 червня 1940    | Tudor                  | суховантажне судно | Норвегія            | 6 607                 | 3800 тонн сталі та 600 тонн генерального вантажу                                                                               | Конвой HG 34F | потоплено 45°10′ пн. ш. 11°50′ зх. д. / 45.167° пн. ш. 11.833° зх. д.  | 39 (1 загиблий, 38 врятовані)    |                                         |
| 22                                                                | 19 червня 1940    | Baron Loudoun          | суховантажне судно | Велика Британія     | 3 164                 | 5050 тонн залізної руди | Конвой HG 34F | потоплено 45°00′ пн. ш. 11°21′ зх. д. / 45.000° пн. ш. 11.350° зх. д.  | 33 (3 загиблих, 30 врятовані)    |                                         |
| 23                                                                | 19 червня 1940    | British Monarch        | суховантажне судно | Велика Британія     | 5 661                 | 8200 тонн залізної руди | Конвой HG 34F | потоплено 45°00′ пн. ш. 11°21′ зх. д. / 45.000° пн. ш. 11.350° зх. д.  | 40 (усі загинули)                |                                         |
| 24                                                                | 20 червня 1940    | Moordrecht             | танкер             | Нідерланди          | 7 493                 | 10 200 тонн корабельного палива                                                                                                | Конвой HX 49  | потоплений 43°34′ пн. ш. 14°20′ зх. д. / 43.567° пн. ш. 14.333° зх. д. | 29 (25 загиблих та 4 вціліло)    |                                         |
| Сьомий похід (7.08—28.08.1940, 35 діб; Кіль—Лор'ян)               |                   |                        |                    |                     |                       | |               |                                                                        |                                  |                                         |
| 25                                                                | 16 серпня 1940    | Hedrun                 | суховантажне судно | Швеція              | 2 325                 | 3009 тонн вугілля | Конвой OB 197 | потоплено 57°10′ пн. ш. 16°37′ зх. д. / 57.167° пн. ш. 16.617° зх. д.  | 29 (8 загиблих та 21 вцілілий)   |                                         |
| 26                                                                | 19 серпня 1940    | Ville de Gand          | пасажирське судно  | Бельгія             | 7 590                 | 1000 тонн боєприпасів (снарядів)                                                                                               |               | потоплено 55°28′ пн. ш. 15°10′ зх. д. / 55.467° пн. ш. 15.167° зх. д.  | 54 (14 загиблих та 40 вцілілих)  |                                         |
| 27                                                                | 24 серпня 1940    | La Brea                | танкер             | Велика Британія     | 6 665                 | 9410 тонн корабельного мазуту                                                                                                  | Конвой HX 65  | потоплений 57°24′ пн. ш. 11°21′ зх. д. / 57.400° пн. ш. 11.350° зх. д. | 33 (2 загинуло та 31 вцілілий)   |                                         |
| 28                                                                | 25 серпня 1940    | Athelcrest             | танкер             | Велика Британія     | 6 825                 | 10 125 тонн дизельного палива                                                                                                  | Конвой HX 65A | потоплений 58°24′ пн. ш. 11°25′ зх. д. / 58.400° пн. ш. 11.417° зх. д. | 36 (30 загинуло та 6 врятовані)  |                                         |
| 29                                                                | 25 серпня 1940    | Empire Merlin          | суховантажне судно | Велика Британія     | 5 763                 | 6830 тонн сірки | Конвой HX 65A | потоплено 58°30′ пн. ш. 10°15′ зх. д. / 58.500° пн. ш. 10.250° зх. д.  | 36 (35 загиблих і 1 врятований)  |                                         |
| Восьмий похід (8.09—25.09.1940, 18 діб; Лор'ян—Лор'ян)            |                   |                        |                    |                     |                       | |               |                                                                        |                                  |                                         |
| 30                                                                | 15 вересня 1940   | «Данді»                | шлюп               | Велика Британія     | 1 060                 | | Конвой SC 3   | потоплений 56°45′ пн. ш. 14°14′ зх. д. / 56.750° пн. ш. 14.233° зх. д. | ? (12 загиблих і ? врятованих)   |                                         |
| 31                                                                | 15 вересня 1940   | Alexandros             | суховантажне судно | Грецьке королівство | 4 343                 | 4500 тонн лісоматеріалів та паперу                                                                                             | Конвой SC 3   | потоплено 56°30′ пн. ш. 16°30′ зх. д. / 56.500° пн. ш. 16.500° зх. д.  | 30 (5 загиблих і 25 врятовані)   |                                         |
| 32                                                                | 15 вересня 1940   | Empire Volunteer       | суховантажне судно | Велика Британія     | 5 319                 | 7700 тонн залізної руди | Конвой SC 3   | потоплено 56°43′ пн. ш. 15°17′ зх. д. / 56.717° пн. ш. 15.283° зх. д.  | 39 (6 загиблих і 33 врятовані)   |                                         |
| 33                                                                | 18 вересня 1940   | City of Benares        | пасажирське судно  | Велика Британія     | 11 081                | | Конвой OB 213 | потоплено 56°43′ пн. ш. 21°15′ зх. д. / 56.717° пн. ш. 21.250° зх. д.  | 407 (260 загинуло і 147 вціліло) | 191 пасажир, з яких загинуло 134 людини |
| 34                                                                | 18 вересня 1940   | Marina                 | суховантажне судно | Велика Британія     | 5 088                 | 5700 тонн загальних вантажів, зокрема вугілля                                                                                  | Конвой OB 213 | потоплено 56°46′ пн. ш. 21°15′ зх. д. / 56.767° пн. ш. 21.250° зх. д.  | 39 (2 загинуло і 37 вціліло)     |                                         |
| 35                                                                | 18 вересня 1940   | Magdalena              | суховантажне судно | Велика Британія     | 3 118                 | 4600 тонн залізної руди | Конвой SC 3   | потоплено 57°20′ пн. ш. 20°16′ зх. д. / 57.333° пн. ш. 20.267° зх. д.  | 31 (усі загинули)                |                                         |
| 36                                                                | 21 вересня 1940   | Blairangus             | суховантажне судно | Велика Британія     | 4 409                 | 1825 фатомів лісу | Конвой HX 72  | потоплено 55°18′ пн. ш. 22°21′ зх. д. / 55.300° пн. ш. 22.350° зх. д.  | 34 (7 загинули та 27 врятовані)  |                                         |
| 37                                                                | 21 вересня 1940   | Broompark              | суховантажне судно | Велика Британія     | 5 136                 | баласт | Конвой ON 113 | пошкоджено 49°02′ пн. ш. 40°26′ зх. д. / 49.033° пн. ш. 40.433° зх. д. | 49 (4 загинули та 45 врятовані)  |                                         |
| Дев'ятий похід (5.10—27.10.1940, 23 доби; Лор'ян—Кіль)            |                   |                        |                    |                     |                       | |               |                                                                        |                                  |                                         |
| 38                                                                | 11 жовтня 1940    | Brandanger             | суховантажне судно | Норвегія            | 4 624                 | 8000 тонн генерального вантажу, зокрема ліс будівельний та метали                                                              | Конвой HX 77  | потоплено 57°10′ пн. ш. 17°42′ зх. д. / 57.167° пн. ш. 17.700° зх. д.  | 30 (6 загинули та 24 врятовані)  |                                         |
| 38                                                                | 11 жовтня 1940    | Port Gisborne          | суховантажне судно | Велика Британія     | 8 390                 | Генеральні та заморожені вантажі, в тому числі 2479 бухт шерсті і 20 бухт овечої шкіри                                         | Конвой HX 77  | потоплено 56°38′ пн. ш. 16°40′ зх. д. / 56.633° пн. ш. 16.667° зх. д.  | 64 (26 загинули та 38 врятовані) |                                         |
| 39                                                                | 12 жовтня 1940    | Davanger               | танкер             | Норвегія            | 7 102                 | 10 000 тонн дизельного палива                                                                                                  | Конвой HX 77  | потоплений 57°00′ пн. ш. 19°10′ зх. д. / 57.000° пн. ш. 19.167° зх. д. | 30 (18 загинули та 12 врятовані) |                                         |
| 40                                                                | 17 жовтня 1940    | Languedoc              | танкер             | Велика Британія     | 9 512                 | 13 700 тонн дизельного палива                                                                                                  | Конвой SC 7   | потоплений 59°14′ пн. ш. 17°51′ зх. д. / 59.233° пн. ш. 17.850° зх. д. | 39 (0 загинуло та 39 врятовані)  |                                         |
| 41                                                                | 17 жовтня 1940    | Scoresby               | суховантажне судно | Велика Британія     | 3 843                 | 1685 фатомів монтажного лісу для шахт                                                                                          | Конвой SC 7   | потоплено 59°14′ пн. ш. 17°51′ зх. д. / 59.233° пн. ш. 17.850° зх. д.  | 39 (0 загинуло та 39 врятовані)  |                                         |
| 42                                                                | 18 жовтня 1940    | Sandsend               | суховантажне судно | Велика Британія     | 3 612                 | 4350 тонн антрацита | Конвой OB 228 | потоплено 58°12′ пн. ш. 21°29′ зх. д. / 58.200° пн. ш. 21.483° зх. д.  | 39 (5 загинуло та 34 врятовані)  |                                         |
| 43                                                                | 20 жовтня 1940    | Shirak                 | танкер             | Велика Британія     | 6 023                 | 7771 тонна продуктів нафтопереробки                                                                                            | Конвой HX 79  | потоплений 57°00′ пн. ш. 16°53′ зх. д. / 57.000° пн. ш. 16.883° зх. д. | 37 (0 загиблих та 37 врятовані)  |                                         |
| Десятий похід (20.01—27.02.1941, 39 діб; Кіль—Сен-Назер)          |                   |                        |                    |                     |                       | |               |                                                                        |                                  |                                         |
| 44                                                                | 1 лютого 1941     | Nicolas Angelos        | суховантажне судно | Грецьке королівство | 4 351                 | баласт | Конвой OB 279 | потоплено 59°00′ пн. ш. 17°00′ зх. д. / 59.000° пн. ш. 17.000° зх. д.  | ? (усі загинули)                 |                                         |
| 45                                                                | 24 лютого 1941    | Nailsea Lass           | суховантажне судно | Велика Британія     | 4 289                 | 1301 тонна деревного вугілля, 1041 тонна переробного чавуну, 300 тонн залізної руди та 10 тонн чаю, прядива і джуту            | Конвой SLS 64 | потоплено 50°15′ пн. ш. 10°45′ зх. д. / 50.250° пн. ш. 10.750° зх. д.  | 36 (5 загинули та 31 вцілілий)   |                                         |
| Одинадцятий похід (17.03—8.04.1941, 23 доби; Сен-Назер—Сен-Назер) |                   |                        |                    |                     |                       | |               |                                                                        |                                  |                                         |
| 46                                                                | 29 березня 1941   | Hylton                 | суховантажне судно | Велика Британія     | 5 197                 | 6900 тонн будівельного лісу та 1500 тонн пшениці                                                                               | Конвой HX 115 | потоплено 61°22′ пн. ш. 22°00′ зх. д. / 61.367° пн. ш. 22.000° зх. д.  | 43 (0 загинуло та 43 вцілілий)   |                                         |
| 47                                                                | 29 березня 1941   | Germanic               | суховантажне судно | Велика Британія     | 5 352                 | 7982 тонни пшениці | Конвой HX 115 | потоплено 61°18′ пн. ш. 22°05′ зх. д. / 61.300° пн. ш. 22.083° зх. д.  | 40 (4 загинуло та 39 врятовані)  |                                         |
| 48                                                                | 29 березня 1941   | Limbourg               | суховантажне судно | Бельгія             | 2 483                 | 3450 тонн фосфатів | Конвой HX 115 | потоплено 61°18′ пн. ш. 22°05′ зх. д. / 61.300° пн. ш. 22.083° зх. д.  | 24 (22 загинуло та 2 врятовані)  |                                         |
| 49                                                                | 2 квітня 1941     | Beaverdale             | суховантажне судно | Велика Британія     | 9 957                 | Генеральні вантажі |               | потоплено 60°50′ пн. ш. 29°19′ зх. д. / 60.833° пн. ш. 29.317° зх. д.  | 79 (21 загинув та 58 врятовані)  |                                         |
| Дванадцятий похід (22.05—17.06.1941, 27 діб; Сен-Назер—Берген)    |                   |                        |                    |                     |                       | |               |                                                                        |                                  |                                         |
| 50                                                                | 3 червня 1941     | Inversuir              | танкер             | Велика Британія     | 9 456                 | баласт | Конвой OB 327 | потоплений 48°30′ пн. ш. 28°30′ зх. д. / 48.500° пн. ш. 28.500° зх. д. | 45 (0 загиблих та 45 врятованих) |                                         |
| 50                                                                | 5 червня 1941     | Wellfield              | танкер             | Велика Британія     | 6 054                 | баласт | Конвой OB 328 | потоплений 48°34′ пн. ш. 31°34′ зх. д. / 48.567° пн. ш. 31.567° зх. д. | 42 (8 загиблих та 34 врятованих) |                                         |
| 51                                                                | 6 червня 1941     | Tregarthen             | суховантажне судно | Велика Британія     | 5 201                 | 7800 тонн вугілля | Конвой OB 329 | потоплено 46°17′ пн. ш. 36°20′ зх. д. / 46.283° пн. ш. 36.333° зх. д.  | 45 (усі загинули)                |                                         |
| 52                                                                | 8 червня 1941     | Pendrecht              | танкер             | Нідерланди          | 10 746                | баласт | Конвой OB 329 | потоплений 45°18′ пн. ш. 36°40′ зх. д. / 45.300° пн. ш. 36.667° зх. д. | 36 (0 загиблих та 36 вцілілих)   |                                         |
| 53                                                                | 12 червня 1941    | Empire Dew             | суховантажне судно | Велика Британія     | 7 005                 | баласт | Конвой OG 64  | потоплено 51°09′ пн. ш. 30°16′ зх. д. / 51.150° пн. ш. 30.267° зх. д.  | 43 (23 загинуло та 20 врятовані) |                                         |